# Röhricht-Goldeule
Die Röhricht-Goldeule (Plusia festucae) ist ein Schmetterling (Nachtfalter) aus der Familie der Eulenfalter (Noctuidae).

## Merkmale
Die Röhricht-Goldeule ist ein mittelgroßer Falter mit einer Flügelspannweite von 34 bis 44 Millimeter. Die Vorderflügel sind rötlichbraun bis rötlichgoldgelb, im Wurzel- und Mittelfeld braun verdunkelt. Im Mittelfeld befinden sich zwei silberglänzende, tropfenförmige Zeichnungselemente sowie an der Flügelspitze einige silbern verwischte Keile. Die Hinterflügel sind braungrau. Der Körper der Falter ist pelzig behaart, am Kopf befindet sich ein Haarbüschel.
Die Raupen erreichen eine Länge von bis zu 25 Millimetern und sind grün gefärbt.

### Ähnliche Arten
- Plusia putnami (Grote, 1873)

## Geographische Verbreitung und Lebensraum
Der Falter kommt bevorzugt in Niedermooren wie Röhrichten, Seggenrieden, Feuchtwiesen, Kalkniedermooren, Intensivgrünland auf Moorboden sowie in Torfstichen und offenem Hochmoor vor.

## Lebensweise
Die Röhricht-Goldeule kommt pro Jahr in zwei Generationen vor, die erste von Mitte Mai bis Anfang Juli, die zweite von August bis Ende September. Die Raupen ernähren sich von verschiedenen Süßgräsern wie Sumpf-Reitgras (Calamagrostis canescens) und Schilfrohr (Phragmites australis), von Sauergräsern (Cyperaceae) und von der Sumpf-Schwertlilie (Iris pseudacorus). Die Raupen der ersten Generation überwintern und sind von September bis zum Mai des folgenden Jahres anzutreffen, diejenigen der zweiten Generation leben von Juni bis August.